# ماوريزيو بوغليسي
ماوريزيو بوغليسي (بالإيطالية: Maurizio Pugliesi)‏ (27 ديسمبر 1976 في إيطاليا - ) هو لاعب كرة قدم إيطالي في مركز حراسة المرمى. لعب مع نادي إمبولي ونادي بيزا ونادي بيسكارا ونادي ريميني وسيتا دي بونتيديرا وUS Poggibonsi ‏ ونادي غروسيتو وMontevarchi Calcio Aquila 1902 ‏.

## روابط خارجية
- ماوريزيو بوغليسي على موقع قاعدة بيانات كرة القدم.إي يو (الإنجليزية)
- ماوريزيو بوغليسي على موقع Soccerway.com (الإنجليزية)
- ماوريزيو بوغليسي على موقع عالم كرة القدم.نت (الإنجليزية)
- ماوريزيو بوغليسي على موقع AS.com (الإسبانية)